# قيم الحفز الثلاثي
قيم الحفز الثلاثي (بالإنجليزية: Tristimulus values)‏ : يوجد في العين البشرية مستقبلات (تسمى الخلايا المخروطية) لأطوال الموجات القصيرة والمتوسطة والطويلة. إذن، من حيث المبدأ، تصف ثلاث متغيرات للإحساس اللوني.
وتعرف قيم الحفز اللوني بكميات الألوان الأولية الثلاثة في المركبات الثلاثة من نظام الألوان الجمعية المحتاجة لمضاهاة اللون المدروس. تعطى قيم الحفز الثلاثي في الفضاء اللوني 1931 CIE ويرمز لها بـ X,Y, Z.ا
وتسمى الطريقة التي تربط قيم الإثارة اللونية بكل لون تسمى فضاء لوني. الفضاء اللوني X Y Z سي آي إي، وهو أحد الفضاءات العديدة.

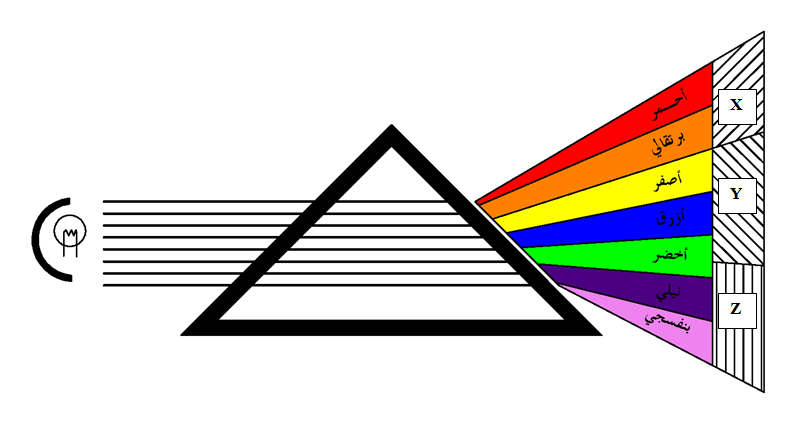
تحلل اللون الأبيض إلى مركباته من الألوان المختلفة، وارتباط كمية اللون المضاف بقيم الحفز الثلاثي

قيم الحفز الثلاثي: قيم اللون المعيارية (x, y, z) هي أعداد تصف خاصة الحفز اللوني. فعندما تمر حزمة من الضوء الأبيض خلال موشوء مثلثي، يتحلل الضوء إلى مكوناته وينفصل بدقة إلى خطوط ملونة.

## تبسيط المسألة
سنمثل المنابع الضوئية الملونة بالألوان الأولية الأحمر [R]، و الأخضر [G]، والأزرق [B]. فإذا مزجنا هذه الألوان الأولية لمضاهاة لون ما، فإننا سنمثل كميات هذه الألوان بـ R و G و B. ويمكن كتابة المعادلة التالية:
C[C]=R[R]+G[G]+B[B]
وهذه المعادلة تعني أن C وحدة من اللون [C] يمكن مضاهاتها بمزج R وحدة من اللون الأولي [R] و G وحدة من اللون الأولي [G] و B وحدة من اللون الأولي [B] مزجا جمعيا.
هذه الكميات المستخدمة من كل لون أولي R و G و B تعرف بقيم الحفز الثلاثي للون [C].